# Francesc de Paula Gambús i Millet
Francesc de Paula Gambús i Millet (ur. 21 maja 1974 w Barcelonie, zm. 23 listopada 2019 w Brukseli) – hiszpański i kataloński polityk i urzędnik administracji publicznej, poseł do Parlamentu Europejskiego VIII kadencji.

## Życiorys
Absolwent nauk politycznych i administracji, studiował na Uniwersytecie Autonomicznym w Barcelonie i na Otwartym Uniwersytecie Katalonii. W 1995 przystąpił do Demokratycznej Unii Katalonii (UDC), angażując się także w działalność jej organizacji młodzieżowej (Unió de Joves). Od 1998 do 2004 pracował jako asystent europosłanki Concepció Ferrer, następnie we frakcji Konwergencji i Unii w Kongresie Deputowanych. W 2007 został zatrudniony w administracji lokalnej, w 2010 objął stanowisko dyrektora fundacji powołanej przez jego partię. W tym samym roku powierzono mu funkcję szefa gabinetu wicepremiera w rządzie regionalnym, a w 2011 dyrektora generalnego ds. stosunków międzynarodowych w katalońskiej administracji. W 2012 Francesc Gambús i Millet awansował w strukturach partyjnych na sekretarza ds. edukacji.
W wyborach w 2014 z ramienia tworzonej przez ugrupowania regionalne Koalicji dla Europy uzyskał mandat eurodeputowanego VIII kadencji. Sprawował go do 2019.